# Ору-Фину
Ору-Фину (порт. Ouro Fino) — муниципалитет в Бразилии, входит в штат Минас-Жерайс. Составная часть мезорегиона Юг и юго-запад штата Минас-Жерайс. Входит в экономико-статистический микрорегион Посус-ди-Калдас. Население составляет 31 154 человека на 2007 год. Занимает площадь 533,795 км². Плотность населения — 53,5 чел./км².

## История
Город основан 16 марта 1749 года. 

## Статистика
- Валовой внутренний продукт на 2007 год составляет 465 миллионов реалов (данные: Бразильский институт географии и статистики).
- Валовой внутренний продукт на душу населения на 2007 год составляет 14 575,00 реалов (данные: Бразильский институт географии и статистики).
- Индекс развития человеческого потенциала на 2007 год составляет 0,845 (данные: Программа развития ООН).

## География
Климат местности: горный тропический. В соответствии с классификацией Кёппена, климат относится к категории Cwb.